# Tamas Garam
Tamas Garam (Garamvölgyi Tamás magyar író.

## Életpályája
Eleinte állatorvosi pályára készült, így kedvenc tantárgya a biológia volt. Az irodalmat nagy ívben kerülte, mert amint érettségi után vallotta: „Az olvasgatás és az írás a holdkórosoknak való, a tudomány ad értelmet az életnek.”
Tamas azonban mégsem lett állatorvos, mert lázadó, nyugtalan természete nem tudott azonosulni az orvostudomány szigorú és módszeres elvárásaival. Egy multinacionális cégnél vállalt laboratóriumi munkát, miközben biológus diplomát szerzett. Munkahelyén rendszeresen írt verseket,  novellákat az éppen aktuális alkalmakra. Egy munkatársa tanácsára fogott a könyvírásba. Hamarosan megszületett első regényének karaktere, Angéla, aki egy természetfeletti képességekkel bíró kamaszlány. Nemsokára annyira megkedvelte az írást, hogy felmondott a munkahelyén, és tőzsdei tevékenységbe kezdett, amely mellett bőven jutott ideje az alkotói munkájára.

## Könyvei
- Angéla (Álomgyár Kiadó, 2016) Bergmann Angéla éppen a tinédzserek szerelmi kalandokkal fűszerezett általános életét éli. Fenekestől felfordul az élete, mikor egy házibuli közben fény derül hátborzongató képességeire.  A Vatikánban egy különleges feladattal bízzák meg. Egy jótékonysági köntösbe rejtőző, sötét vallási közösség próbálja hatalmát megerősíteni rajta keresztül. Hálójukba kerül a kamaszlány, akinek szembe kell szállnia a démoni szervezettel. Az élet Tibetbe sodorja, ahol megtalálja nemcsak a békéjét, de az igaz szerelmet is. Angéla gyerekes viselkedése és vágyakkal terhelt élete hamar átalakul és megcsillan benne valami más. Képes lesz Angéla megakadályozni egy minden embert érintő összeesküvést. Vajon tud-e választani a saját élete és másoké között? Kéjgyilkosság, szerelem és összeesküvés a kereszt árnyékában. Tamas Garam bemutatkozó regényében egyedi, szókimondó, izgalomban bővölködő stílusban bont ki előttünk egy új világot, miközben elgondolkoztatja az olvasót nemcsak a túlvilágról, de az élet értelméről is
- A dallam (Könyv Guru, 2019) Borzongás a 18. századi Bécsben. Mit tesz a meg nem értett zseni, ha elhatalmasodik rajta az őrület? Mi lesz a fiatal lányokkal, akiket célba vesz? Vajon van menekülés a számukra? És hogy jön mindehhez a zene? "Jómagam is gitároztam 6 évig és zongorázni, dobolni is tanultam. A kották világa nem ismeretlen előttem, ami pedig a szakmai részt illeti, meg kellett kérdeznem egy zenét tanító egyetemi tanárt a részletekről." – vallja az író saját regényéről.
- Templom ( Álomgyár Kiadó, 2023) Tamas Garam új regénye, a Templom egy francia forradalom korabeli karmelita rendház feszült, vészjósló légkörébe kalauzolja az olvasókat, miközben éppen ezeket a kérdéseket feszegeti. Claire, az apáca néhány huszonegyedik századi időutazó okozta káoszban a templom életét fenekestől felforgató sötét erők ellen küzd, miközben az ország sorsa forog kockán. Az időutazók érkeztével események hosszú láncolata veszi kezdetét, mely döntő hatást gyakorolhat a francia történelem folyására. Hogyan sikerülhet szembeszállnia a Gonosszal egy apácának, aki az egész életét a Jóra tette fel? És mit kezd a tizennyolcadik századi világrenddel és erkölcsökkel három huszonegyedik századi ember, akiket kíváncsiságuk vezetett a francia forradalom korszakába, és egyáltalán nem is biztos, hogy vissza tudnak jutni a saját idősíkjukra?

## Díjai, elismerései
- Aranykönyv-jelölés (2017)